# Gessie villastad
Gessie villastad is een plaats in de gemeente Vellinge in het Zweedse landschap Skåne en de provincie Skåne län. De plaats heeft 485 inwoners (2005) en een oppervlakte van 43 hectare. De plaats wordt omringd door akkers en ligt ongeveer zeven kilometer ten zuiden van de stad Malmö. De Sont/Oostzee ligt minder dan een kilometer ten oosten van de plaats. De bebouwing in de plaats bestaat voornamelijk uit vrijstaande huizen.
Höllviken · Skanör med Falsterbo · Vellinge · Ljunghusen · Hököpinge · Västra Ingelstad · Rängs sand · Gessie villastad · Östra Grevie · Arrie · Vellinge Väster ·  Södra Åkarp · Hököpinge kyrkby · Möllevången · Räng (west) · Mellan-Grevie · Norra Håslöv · Gessie · Räng · Kronan · Västra Grevie